# Peru madárfajainak listája
A világon élő mintegy 10 000 madárfajból Peruban 1806 faj él, melyből 88 világszerte fenyegetett faj, 2 betelepített.

## Struccalakúak(Struthioniformes)

### Nandufélék(Rheidae)
- Darwin-nandu (Pterocnemia pennata)

## Tinamualakúak(Tinamiformes)

### Tinamufélék(Tinamidae)
- Nothocercus julius
- Bonaparte-tinamu (Nothocercus bonapartei)
- Nothocercus nigrocapillus
- szürke tinamu (Tinamus tao)
- fekete tinamu (Tinamus osgoodi)
- nagy tinamu (Tinamus major)
- fehértorkú tinamu (Tinamus guttatus)
- apró tinamu (Crypturellus soui)
- Crypturellus cinereus
- Crypturellus obsoletus
- hullámos tinamu (Crypturellus undulatus)
- Crypturellus transfasciatus
- brazil tinamu (Crypturellus strigulosus)
- Crypturellus duidae
- Crypturellus erythropus
- Crypturellus atrocapillus
- Crypturellus variegatus
- Crypturellus brevirostris
- Bartlett-tinamu (Crypturellus bartletti)
- kiscsőrű fürjtinamu (Crypturellus parvirostris)
- Crypturellus casiquiare
- Tataupa-tinamu (Crypturellus tataupa)
- pampatinamu (Rhynchotus rufescens)
- Taczanowski-tinamu (Nothoprocta taczanowskii)
- Nothoprocta ornata
- Nothoprocta pentlandii
- Nothoprocta curvirostris
- Nothura darwinii
- Tinamotis pentlandii

## Lúdalakúak(Anseriformes)

### Tüskésszárnyúmadár-félék(Anhimidae)
- egyszarvú csája (Anhima cornuta)

### Récefélék(Anatidae)
- sujtásos fütyülőlúd (Dendrocygna bicolor)
- apáca-fütyülőlúd (Dendrocygna viduata)
- piroscsőrű fütyülőlúd (Dendrocygna autumnalis)
- andoki lúd (Chloephaga melanoptera)
- orinocói lúd (Neochen jubata)
- pézsmaréce (Cairina moschata)
- bütykös fényréce (Sarkidiornis melanotos)
- zuhatagi réce (Merganetta armata)
- copfos réce (Lophonetta specularioides)
- dél-amerikai csörgő réce (Anas flavirostris)
- déli-georgiai nyílfarkúréce (Anas georgica)
- fehérarcú réce (Anas bahamensis)
- ezüstcsőrű réce (Anas puna)
- kékszárnyú réce (Anas discors)
- fahéjszínű réce (Anas cyanoptera)
- argentin kanalasréce (Anas platalea)
- pirosszemű réce (Netta erythrophthalma)
- feketearcú réce (Nomonyx dominica)
- halcsontfarkú réce (Oxyura jamaicensis)

## Tyúkalakúak(Galliformes)

### Hokkófélék(Cracidae)
- sarlósszárnyú guán (Chamaepetes goudotii)
- Penelope barbata
- Penelope montagnii
- Penelope jacquacu
- fehérszárnyú sakutyúk (Penelope albipennis)
- kéktorkú guán (Aburria cumanensis)
- lebenyes guán (Aburria aburri)
- Ortalis erythroptera
- Ortalis guttata
- bagolyhokkó (Nothocrax urumutum)
- nagy hokkó (Crax rubra)
- pirosbütykös hokkó (Crax globulosa)
- Salvin-mitu (Pauxi salvini)
- amazonasi hokkó (Pauxi tuberosa)
- szarvas hokkó (Pauxi unicornis)

### Fogasfürjfélék(Odontophoridae)
- Odontophorus gujanensis
- Odontophorus speciosus
- csíkosarcú fogasfürj (Odontophorus balliviani)
- Odontophorus stellatus

## Vöcsökalakúak(Podicipediformes)

### Vöcsökfélék(Podicipedidae)
- Rolland-vöcsök (Rollandia rolland)
- Titicaca-vöcsök (Rollandia microptera)
- törpevöcsök (Tachybaptus dominicus)
- gyűrűscsőrű vöcsök (Podilymbus podiceps)
- nagy vöcsök (Podiceps major)
- ezüstvöcsök (Podiceps occipitalis)
- Junin-vöcsök (Podiceps taczanowskii)

## Flamingóalakúak(Phoenicopteriformes)

### Flamingófélék(Phoenicopteridae)
- chilei flamingó (Phoenicopterus chilensis)
- andoki flamingó (Phoenicopterus andinus)
- rövidcsőrű flamingó (Phoenicopterus jamesi)

## Pingvinalakúak(Sphenisciformes)

### Pingvinfélék(Spheniscidae)
- Humboldt-pingvin (Spheniscus humboldti)

## Viharmadár-alakúak(Procellariiformes)

### Albatroszfélék(Diomedeidae)
- galápagosi albatrosz (Phoebastria irrorata)
- vándoralbatrosz (Diomedea exulans)
- kormos albatrosz (Phoebetria palpebrata)
- dolmányos albatrosz (Thalassarche melanophris)
- Buller-albatrosz (Thalassarche bulleri)
- tasmán albatrosz (Thalassarche cauta)
  - szürkehátú albatrosz (Thalassarche cauta salvini)

### Viharmadárfélék(Procellariidae)
- déli óriáshojsza (Macronectes giganteus)
- déli sirályhojsza (Fulmarus glacialoides)
- galambhojsza (Daption capense)
- maori hojsza (Pterodroma cookii)
- Defilippe-viharmadár (Pterodroma defilippiana)
- Stejneger-viharmadár (Pterodroma longirostris)
- kék viharmadár (Halobaena caerulea)
- gerlecsőrű cethojsza (Pachyptila turtur)
- szélescsőrű cethojsza (Pachyptila vittata)
- antarktiszi cethojsza (Pachyptila desolata)
- vékonycsőrű cethojsza (Pachyptila belcheri)
- szürke viharmadár (Procellaria cinerea)
- fehérállú viharmadár (Procellaria aequinoctialis)
- fekete viharmadár (Procellaria parkinsoni)
- Buller-vészmadár (Puffinus bulleri)
- szürke vészmadár (Puffinus griseus)
- rózsaszínlábú vészmadár (Puffinus creatopus)
- Audubon-vészmadár (Puffinus lherminieri)

### Viharfecskefélék(Hydrobatidae)
- feketehasú viharfecske (Fregetta tropica)
- Wilson-viharfecske (Oceanites oceanicus)
- Oceanites gracilis
- fehérfarkú viharfecske (Oceanodroma tethys)
- Atacama viharfecske (Oceanodroma markhami)
- örvös viharfecske (Oceanodroma hornbyi)
- Oceanodroma melania

### Bukó viharmadárfélék(Pelecanoididae)
- perui bukóhojsza (Pelecanoides garnotii)

### Trópusimadár-félék(Phaethontidae)
- vöröscsőrű trópusimadár (Phaethon aethereus)

## Gödényalakúak(Pelecaniformes)

### Gödényfélék(Pelecanidae)
- barna gödény (Pelecanus occidentalis)
- déli gödény (Pelecanus thagus)

### Szulafélék(Sulidae)
- fokföldi szula (Morus capensis)
- kéklábú szula (Sula nebouxii)
- guánószula (Sula variegata)
- álarcos szula (Sula dactylatra)
- fehérhasú szula (Sula leucogaster)

### Kárókatonafélék(Phalacrocoracidae)
- brazil kárókatona (Phalacrocorax brasilianus)
- vöröslábú kárókatona (Phalacrocorax gaimardi)
- guanókormorán (Phalacrocorax bougainvillii)

### Kígyónyakúmadár-félék(Anhingidae)
- amerikai kígyónyakúmadár (Anhinga anhinga)

### Fregattmadárfélék(Fregatidae)
- pompás fregattmadár (Fregata magnificens)

## Gólyaalakúak(Ciconiiformes)

### Gémfélék(Ardeidae)
- vörhenyes tigrisgém (Tigrisoma lineatum)
- csupasztorkú tigrisgém (Tigrisoma mexicanum)
- Tigrisoma fasciatum
- agami (Agamia agami)
- kanálcsőrű bakcsó (Cochlearius cochlearius)
- zebracsíkos gém (Zebrilus undulatus)
- amerikai törpegém (Ixobrychus exilis)
- bakcsó (Nycticorax nycticorax)
- sárgakoronás bakcsó (Nyctanassa violacea)
- mangrovegém (Butorides striatus)
- pásztorgém (Bubulcus ibis)
- királygém (Ardea herodias)
- kókuszgém (Ardea cocoi)
- nagy kócsag (Ardea alba)
- kucsmás gém (Pilherodius pileatus)
- lagúnagém (Egretta tricolor)
- hókócsag (Egretta thula)
- kék gém (Egretta caerulea)

### Íbiszfélék(Threskiornithidae)
- hóbatla (Eudocimus albus)
- andoki batla (Plegadis ridgwayi)
- zöld batla (Mesembrinibis cayennensis)
- kék íbisz (Theristicus caerulescens)
- feketearcú íbisz (Theristicus melanopis)
- rózsás kanalasgém (Platalea ajaja)

### Gólyafélék(Ciconiidae)
- jabiru (Jabiru mycteria)
- erdei gólya (Mycteria americana)

## Vágómadár-alakúak(Accipitriformes)

### Újvilági keselyűfélék(Cathartidae)
- pulykakeselyű (Cathartes aura)
- kis sárgafejű keselyű (Cathartes burrovianus)
- nagy sárgafejű keselyű (Cathartes melambrotus)
- hollókeselyű (Coragyps atratus)
- királykeselyű (Sarcoramphus papa)
- andoki kondor (Vultur gryphus)

### Halászsasfélék(Pandionidae)
- halászsas (Pandion haliaetus)

### Vágómadárfélék(Accipitridae)
- szürkefejű darázskánya (Leptodon cayanensis)
- csigászhéja (Chondrohierax uncinatus)
- fecskefarkú kánya (Elanoides forficatus)
- törpekuhi (Gampsonyx swainsonii)
- szalagos csigászkánya (Rostrhamus sociabilis)
- horgascsőrű csigászkánya (Helicolestes hamatus)
- rozsdásmellű fogaskánya (Harpagus bidentatus)
- hamvas sólyomhéja (Ictinia plumbea)
- patagóniai rétihéja (Circus cinereus)
- szürkehasú héja (Accipiter poliogaster)
- apró karvaly (Accipiter superciliosus)
- félgalléros karvaly (Accipiter collaris)
- csíkos karvaly (Accipiter striatus)
- kétszínű héja (Accipiter bicolor)
- odúölyv (Geranospiza caerulescens)
- csokó erdeiölyv (Leucopternis plumbea
- juhász erdeiölyv (Leucopternis schistacea)
- kantáros erdeiölyv (Leucopternis melanops)
- Leucopternis kuhli
- fehér erdeiölyv (Leucopternis albicollis)
- tumbesi erdeiölyv (Leucopternis occidentalis)
- kormos rákászölyv (Buteogallus anthracinus)
- fekete rákászölyv (Buteogallus urubitinga)
- szavanna rákászölyv (Buteogallus meridionalis)
- Harpyhaliaetus solitarius
- halászölyv (Busarellus nigricollis)
- óriásölyv (Geranoaetus melanoleucus)
- Harris-ölyv (Parabuteo unicinctus)
- rovarászölyv (Buteo magnirostris)
- szélesszárnyú ölyv (Buteo platypterus)
- fehérhátú ölyv (Buteo leucorrhous)
- rövidfarkú ölyv (Buteo brachyurus)
- fehértorkú ölyv (Buteo albigula)
- prériölyv (Buteo swainsoni)
- vöröshátú ölyv (Buteo polyosoma)
- puna ölyv (Buteo poecilochrous)
- szalagos ölyv (Buteo albonotatus)
- hamvas ölyv (Asturina nitida)
- karvalysas (Morphnus guianensis)
- hárpia (Harpia harpyja)
- fehérfejű vitézsas (Spizastur melanoleucus)
- fekete vitézsas (Spizaetus tyrannus)
- díszes vitézsas (Spizaetus ornatus)
- inka sas (Oroaetus isidori)

### Sólyomfélék(Falconidae)
- kígyászsólyom (Herpetotheres cachinnans)
- vörösnyakú erdeisólyom (Micrastur ruficollis)
- fehérszemű erdeisólyom (Micrastur gilvicollis)
- szürkehátú erdeisólyom (Micrastur mirandollei)
- perui erdeisólyom (Micrastur buckleyi)
- örvös erdeisólyom (Micrastur semitorquatus)
- Caracara cheriway
- bóbitás karakara (Caracara plancus)
- pirostorkú karakara (Ibycter americanus)
- hegyi karakara (Phalcoboenus megalopterus)
- fekete karakara (Daptrius ater)
- pásztorkarakara (Milvago chimachima)
- tarka vércse (Falco sparverius)
- kis sólyom (Falco columbarius)
- denevérsólyom (Falco rufigularis)
- rozsdásmellű sólyom (Falco deiroleucus)
- Aplomodo-sólyom (Falco femoralis)
- vándorsólyom (Falco peregrinus)

## Darualakúak(Gruiformes)

### Óriásguvatfélék(Aramidae)
- óriásguvat (Aramus guarauna)

### Dobosdarufélék(Psophiidae)
- szürkeszárnyú dobosdaru (Psophia crepitans)
- fehérszárnyú dobosdaru (Psophia leucoptera)

### Guvatfélék(Rallidae)
- Schomburgk-vízicsibe (Micropygia schomburgkii)
- kelepelő guvat (Rallus longirostris)
- virginiai guvat (Rallus limicola)
- bogota guvat (Rallus semiplumbeus)
- szürkenyakú erdeiguvat (Aramides cajanea)
- barnasapkás erdeiguvat (Aramides axillaris)
- vörösszárnyú erdeiguvat (Aramides calopterus)
- egyszínű guvat (Amaurolimnas concolor)
- Anurolimnas castaneiceps
- Anurolimnas viridis
- Anurolimnas fasciatus
- vöröstorkú törpeguvat (Laterallus melanophaius)
- fehértorkú törpeguvat (Laterallus albigularis)
- amazonasi törpeguvat (Laterallus exilis)
- juhász guvat (Laterallus jamaicensis)
- Porzana albicollis
- álarcos vízicsibe (Porzana carolina)
- aranycsőrű vízicsibe (Neocrex erythrops)
- foltos guvat (Pardirallus maculatus)
- özvegy guvat (Pardirallus nigricans)
- szürke guvat (Pardirallus sanguinolentus)
- vízityúk (Gallinula chloropus)
- álarcos vízityúk (Gallinula melanops)
- amerikai szultántyúk (Porphyrio martinicus)
- azúr szultántyúk (Porphyrio flavirostris)
- vörösszarvú szárcsa (Fulica rufifrons)
- óriásszárcsa (Fulica gigantea)
- gyűrűscsőrű szárcsa (Fulica americana)
- andoki szárcsa (Fulica ardesiaca)

### Búvárcsibefélék(Heliornithidae)
- törpebúvárcsibe (Heliornis fulica)

### Guvatgémfélék(Eurypygidae)
- guvatgém (Eurypyga helias)

## Lilealakúak(Charadriiformes)

### Lilefélék(Charadriidae)
- tarka bíbic (Vanellus cayanus)
- andoki bíbic (Vanellus resplendens)
- amerikai pettyeslile (Pluvialis dominica)
- ezüstlile (Pluvialis squatarola)
- kanadai lile (Charadrius semipalmatus)
- Wilson-lile (Charadrius wilsonia)
- ékfarkú lile (Charadrius vociferus)
- széki lile (Charadrius alexandrinus)
- galléros lile (Charadrius collaris)
- andesi lile (Charadrius alticola)
- falklandi lile (Charadrius falklandicus)
- tűzföldi lile (Charadrius modestus)
- Phegornis mitchellii
- vörösnyakú lile (Oreopholus ruficollis)

### Csigaforgatófélék(Haematopodidae)
- amerikai csigaforgató (Haematopus palliatus)
- vastagcsőrű csigaforgató (Haematopus ater)

### Gulipánfélék(Recurvirostridae)
- mexikói gólyatöcs (Himantopus mexicanus)
- andoki gulipán (Recurvirostra andina)

### Ugartyúkfélék(Burhinidae)
- perui ugartyúk (Burhinus superciliaris)

### Szalonkafélék(Scolopacidae)
- dél-amerikai sárszalonka (Gallinago paraguaiae)
- Puna sárszalonka (Gallinago andina)
- andoki sárszalonka (Gallinago jamesoni)
- császár sárszalonka (Gallinago imperialis)
- rövidcsőrű cankógoda (Limnodromus griseus)
- márványos goda (Limosa fedoa)
- feketeszárnyú goda (Limosa haemastica)
- kis póling (Numenius phaeopus)
- hosszúfarkú cankó (Bartramia longicauda)
- pettyes billegetőcankó (Actitis macularia)
- mocsári cankó (Tringa melanoleuca)
- sárgalábú cankó (Tringa flavipes)
- remetecankó (Tringa solitaria)
- Heterosceles incanus
- kőforgató (Arenaria interpres)
- hullámtörő madár (Calidris virgata)
- sarki partfutó (Calidris canutus)
- fenyérfutó (Calidris alba)
- kis partfutó (Calidris pusilla)
- alaszkai partfutó (Calidris mauri)
- törpepartfutó (Calidris minutilla)
- Bonaparte-partfutó (Calidris fuscicollis)
- töcspartfutó (Micropalama himantopus)
- cankópartfutó (Tryngites subruficollis)
- Wilson-víztaposó (Steganopus tricolor)
- vékonycsőrű víztaposó (Phalaropus lobatus)
- laposcsőrű víztaposó (Phalaropus fulicaria)

### Homokjárófélék(Thinocoridae)
- vörhenyeshasú homokjáró (Attagis gayi)
- szürkebegyű homokjáró (Thinocorus orbignyianus)
- patagóniai homokjáró (Thinocorus rumicivorus)

### Levéljárófélék(Jacanidae)
- jasszána (Jacana jacana)

### Halfarkasfélék(Stercorariidae)
- chilei halfarkas (Stercorarius chilensis)
- délsarki halfarkas (Stercorarius maccormicki)
- szélesfarkú halfarkas (Stercorarius pomarinus)
- ékfarkú halfarkas (Stercorarius parasiticus)
- nyílfarkú halfarkas (Stercorarius longicaudus)

### Sirályfélék(Laridae)
- fecskefarkú sirály (Creagrus furcatus)
- háromujjú csüllő (Rissa tridactyla)
- fecskesirály (Xema sabini)
- andoki sirály (Chroicocephalus serranus)
- barnadolmányú sirály (Chroicocephalus maculipennis)
- dankasirály (Chroicocephalus ridibundus)
- sivatagi sirály (Leucophaeus modestus)
- kacagó sirály (Leucophaeus atricilla)
- prérisirály (Leucophaeus pipixcan)
- Larus belcheri
- déli sirály (Larus dominicanus)
- ezüstsirály (Larus argentatus)

### Csérfélék(Sternidae)
- barna noddi (Anous stolidus)
- antillai csér (Sternula antillarum)
- sárgacsőrű csér (Sternula superciliaris)
- perui csér (Sternula lorata)
- vastagcsőrű csér (Phaetusa simplex)
- kacagócsér (Gelochelidon nilotica)
- inka csér (Larosterna inca)
- kormos szerkő (Chlidonias niger)
- küszvágó csér (Sterna hirundo)
- sarki csér (Sterna paradisaea)
- dél-amerikai csér (Sterna hirundinacea)
- fehérkoronás csér (Sterna trudeaui)
- pompás csér (Thalasseus elegans)
- kenti csér (Thalasseus sandvicensis)
- királycsér (Thalasseus maxima)

### Ollóscsőrűmadár-félék(Rynchopidae)
- karibi ollóscsőrű (Rynchops niger)

## Galambalakúak(Columbiformes)

### Galambfélék(Columbidae)
- homokszínű galambocska (Columbina minuta)
- fahéjszínű galambocska (Columbina talpacoti)
- ecuadori galambocska (Columbina buckleyi)
- picui galambocska (Columbina picui)
- aranycsőrű galambocska (Columbina cruziana)
- ékszer galambocska (Claravis pretiosa)
- Monetour galambocska (Claravis mondetoura)
- csupaszszemű galambocska (Metriopelia ceciliae)
- feketeszárnyú galambocska (Metriopelia melanoptera)
- Aymara galambocska (Metriopelia aymara)
- szirti galamb (Columba livia)
- pikkelyes galamb (Patagioenas speciosa)
- foltos galamb (Patagioenas maculosa)
- sávosfarkú galamb (Patagioenas fasciata)
- kopotthasú galamb (Patagioenas cayennensis)
- perui galamb (Patagioenas oenops)
- borgalamb (Patagioenas plumbea)
- bíborgalamb (Patagioenas subvinacea)
- nyugati gerle (Zenaida meloda)
- fülfoltos gerle (Zenaida auriculata)
- pufókgerle (Leptotila verreauxi)
- fehérképű pufókgerle (Leptotila megalura)
- szürkearcú pufókgerle (Leptotila rufaxilla)
- okkerszínű pufókgerle (Leptotila ochraceiventris)
- zafír földigalamb (Geotrygon saphirina)
- fehérképű földigalamb (Geotrygon frenata)
- püspök földigalamb (Geotrygon violacea)
- hegyi földigalamb (Geotrygon montana)

## Papagájalakúak(Psittaciformes)

### Papagájfélék(Psittacidae)
- sárga-kék ara (Ara ararauna)
- kis katonaara (Ara militaris)
- sárgaszárnyú ara (Ara macao)
- zöldszárnyú ara (Ara chloropterus)
- vörösszárnyélű ara (Ara severa)
- vöröshasú ara (Orthopsittaca manilata)
- hegyi ara (Primolius couloni)
- kékhomlokú törpeara (Diopsittaca nobilis)
- Wagler aratingája (Aratinga wagleri)
- pirosálarcos aratinga (Aratinga mitrata)
- Gvajakil-papagáj (Aratinga erythrogenys)
- pávua aratinga (Aratinga leucophthalmus)
- barnafejű aratinga (Aratinga weddellii)
- aranyhomlokú aratinga (Aratinga aurea)
- Branicki papagája (Leptosittaca branickii)
- zöldarcú vörösfarkú papagáj (Pyrrhura molinae)
- kékszárnyú vörösfarkú papagáj (Pyrrhura picta)
- feketefarkú papagáj (Pyrrhura melanura)
- feketesapkás zöldarcú papagáj (Pyrrhura rupicola)
- ajmara papagáj (Psilopsiagon aymara)
- citrom ajmarapapagáj (Psilopsiagon aurifrons)
- piroshomlokú ajmarapapagáj (Bolborhynchus ferrugineifrons)
- Katalin-papagáj (Bolborhynchus lineola)
- vastagcsőrű andokpapagáj (Bolborhynchus orbygnesius)
- zöldszárnyú verébpapagáj (Forpus passerinus)
- kékfarú verébpapagáj (Forpus xanthopterygius)
- szemgyűrűs verébpapagáj (Forpus conspicillatus)
- Sclater-verébpapagáj (Forpus sclateri)
- szürkehátú verébpapagáj (Forpus coelestis)
- sárga verébpapagáj (Forpus xanthops)
- tirikapapagáj (Brotogeris tirica)
- fehérszárnyú tirikapapagáj (Brotogeris versicolurus)
- kanáriszárnyú papagáj (Brotogeris chiriri)
- aranyosszárnyú tirika (Brotogeris chrysopterus)
- kékszárnyú tirika (Brotogeris cyanoptera)
- sárgaállú papagáj (Brotogeris jugularis)
- tűzszárnyú papagáj (Brotogeris pyrrhopterus)
- tuipapagáj (Brotogeris sanctithomae)
- amazonasi papagáj (Nannopsittaca dachilleae)
- skarlátvállú papagáj (Touit huetii)
- foltosszárnyú papagáj (Touit stictoptera)
- rozsdássapkás papagáj (Pionites leucogaster)
- feketesapkás papagáj (Pionites melanocephalus)
- aranyarcú papagáj (Pionopsitta barrabandi)
- feketeszárnyú papagáj (Hapalopsittaca melanotis)
- rozsdásarcú papagáj (Hapalopsittaca amazonina)
- Hapalopsittaca pyrrhops
- rövidfarkú papagáj (Graydidascalus brachyurus)
- feketefülű papagáj (Pionus menstruus)
- korallcsőrű papagáj (Pionus sordidus)
- rózsafejű papagáj (Pionus tumultuosus)
- bronzszárnyú papagáj (Pionus chalcopterus)
- őszi amazon (Amazona autumnalis)
- őszi amazon (Amazona autumnalis)
- kékszakállú amazon (Amazona festiva)
- sárgahomlokú amazon (Amazona ochrocephala)
- venezuelai amazon (Amazona amazonica)
- katonaamazon (Amazona mercenaria)
- molnáramazon (Amazona farinosa)
- legyezőpapagáj (Deroptyus accipitrinus)

## Kakukkalakúak(Cuculiformes)

### Hoacinfélék(Opisthocomidae)
- hoacin (Opisthocomus hoazin)

### Kakukkfélék(Cuculidae)
- mókuskakukk (Piaya cayana)
- feketecsőrű mókuskakukk (Piaya melanogaster)
- Coccyzus melacoryphus
- sárgacsőrű esőkakukk (Coccyzus americanus)
- feketecsőrű esőkakukk (Coccyzus erythropthalmus)
- Coccyzus lansbergi
- simacsőrű ani (Crotophaga ani)
- barázdáscsőrű ani (Crotophaga sulcirostris)
- nagy ani (Crotophaga major)
- négyszárnyú kakukk (Tapera naevia)
- fácánkakukk (Dromococcyx phasianellus)
- pávakakukk (Dromococcyx pavoninus)
- Neomorphus geoffroyi
- Neomorphus pucheranii

## Bagolyalakúak(Strigiformes)

### Gyöngybagolyfélék(Tytonidae)
- gyöngybagoly (Tyto alba)

### Bagolyfélék(Strigidae)
- Choliba-füleskuvik (Megascops choliba)
- perui füleskuvik (Megascops roboratus)
- Koepcke-füleskuvik (Megascops koepckeae)
- kolumbiai füleskuvik (Megascops colombianus)
- Salvin-füleskuvik (Megascops ingens)
- fahéjszínű füleskuvik (Megascops petersoni)
- erdei sivító füleskuvik (Megascops marshalli)
- Watson-füleskuvik (Megascops watsonii)
- fehértorkú füleskuvik (Megascops albogularis)
- kontyos bagoly (Lophostrix cristata)
- pápaszemes bagoly (Pulsatrix perspicillata)
- nyakkendős bagoly (Pulsatrix melanota)
- amerikai uhu (Bubo virginianus)
- pettyegetett bagoly (Ciccaba virgata)
- zebrabagoly (Ciccaba nigrolineata)
- zebracsíkos erdeibagoly (Ciccaba huhula)
- Ciccaba albitarsus
- andoki törpekuvik (Glaucidium jardinii)
- Yuncas-törpekuvik (Glaucidium bolivianum)
- szubtrópusi törpekuvik (Glaucidium parkeri)
- amazóniai törpekuvik (Glaucidium hardyi)
- rozsdás törpekuvik (Glaucidium brasilianum)
- gyöngyös törpekuvik (Glaucidium perlatum)
- üregi bagoly (Athene cunicularia)
- halványhomlokú bagoly (Aegolius harrisii)
- trópusi fülesbagoly (Pseudoscops clamator)
- Styx fülesbagoly (Asio stygius)
- réti fülesbagoly (Asio flammeus)

## Lappantyúalakúak(Caprimulgiformes)

### Szuszókfélék(Steatornithidae)
- zsírfecske (Steatornis caripensis)

### Álmosmadárfélék(Nyctibiidae)
- óriás-álmosmadár (Nyctibius grandis)
- hosszúfarkú álmosmadár (Nyctibius aethereus)
- közönséges álmosmadár (Nyctibius griseus)
- andoki álmosmadár (Nyctibius maculosus)
- fehérszárnyú álmosmadár (Nyctibius leucopterus)
- fehérpettyes álmosmadár (Nyctibius bracteatus)

### Lappantyúfélék(Caprimulgidae)
- örves estifecske (Lurocalis semitorquatus)
- vöröshasú estifecske (Lurocalis rufiventris)
- kis estifecske (Chordeiles acutipennis)
- homoki estifecske (Chordeiles rupestris)
- estifecske (Chordeiles minor)
- csíkosfarkú lappantyú (Nyctiprogne leucopyga)
- nakunda lappantyú (Podager nacunda)
- kurjangó (Nyctidromus albicollis)
- pápaszemes lappantyú (Nyctiphrynus ocellatus)
- selymes lappantyú (Caprimulgus sericocaudatus)
- tükrös lappantyú (Caprimulgus longirostris)
- foltosfarkú lappantyú (Caprimulgus maculicaudus)
- szerrádó lappantyú (Caprimulgus parvulus)
- perui lappantyú (Caprimulgus anthonyi)
- gyászos lappantyú (Caprimulgus nigrescens)
- létrafarkú lappantyú (Hydropsalis climacocerca)
- ollósfarkú lappantyú (Hydropsalis torquata)
- fecskefarkú lappantyú (Uropsalis segmentata)
- lantfarkú lappantyú (Uropsalis lyra)

## Sarlósfecske-alakúak(Apodiformes)

### Sarlósfecskefélék(Apodidae)
- fehérállú sarlósfecske (Cypseloides cryptus)
- Rothschild-sarlósfecske (Cypseloides rothschildi)
- vöröstorkú sarlósfecske (Streptoprocne rutila)
- örvös sarlósfecske (Streptoprocne zonaris)
- tüskés sarlósfecske (Chaetura spinicauda)
- szürkefarkú sarlósfecske (Chaetura cinereiventris)
- fakóarcú sarlósfecske (Chaetura egregia)
- kéménysarlósfecske (Chaetura pelagica)
- Chapman-sarlósfecske (Chaetura chapmani)
- Chaetura viridipennis
- Chaetura meridionalis
- csököttfarkú sarlósfecske (Chaetura brachyura)
- hegyi sarlósfecske (Aeronautes montivagus)
- andoki sarlósfecske (Aeronautes andecolus)
- villásfarkú sarlósfecske (Tachornis squamata)
- csöves sarlósfecske (Panyptila cayennensis)

### Kolibrifélék(Trochilidae)
- tüzes topázkolibri (Topaza pyra)
- örvös jakobinuskolibri (Florisuga mellivora)
- sarlóscsőrű kolibri (Eutoxeres aquila)
- Eutoxeres condamini
- rozsdásfarkú remetekolibri (Glaucis hirsutus)
- Threnetes niger
- Threnetes leucurus
- Phaethornis atrimentalis
- Phaethornis griseogularis
- vörhenyes remetekolibri (Phaethornis ruber)
- Phaethornis stuarti
- planalto remetekolibri (Phaethornis pretrei)
- Phaethornis hispidus
- zöldhátú remetekolibri (Phaethornis guy)
- Phaethornis syrmatophorus
- Koepcke-remetekolibri (Phaethornis koepckeae)
- Phaethornis philippii
- Phaethornis bourcieri
- hosszúcsőrű remetekolibri (Phaethornis longirostris)
- hosszúfarkú remetekolibri (Phaethornis superciliosus)
- nagycsőrű remetekolibri (Phaethornis malaris)
- kékarcú dárdacsőrűkolibri (Doryfera johannae)
- zöldarcú dárdacsőrűkolibri (Doryfera ludovicae)
- nyílfarkú kolibri (Schistes geoffroyi)
- zöld füleskolibri (Colibri thalassinus)
- barna füleskolibri (Colibri delphinae)
- Ibolyakolibri (Colibri coruscans)
- feketefülű tündérkolibri (Heliothryx auritus)
- pantanáli aranybegy (Polytmus guainumbi)
- zöldfarkú aranybegy (Polytmus theresiae)
- zöldmellű mangókolibri (Anthracothorax prevostii)
- feketetorkú mangókolibri (Anthracothorax nigricollis)
- ametiszttorkú napfénykolibri (Heliangelus amethysticollis)
- Heliangelus micraster
- ibolyakék napfénykolibri (Heliangelus viola)
- királyi napfénykolibri (Heliangelus regalis)
- Discosura popelairii
- Discosura langsdorffi
- vöröskontyos kacérkolibri (Lophornis delattrei)
- fénylő kacérkolibri (Lophornis stictolophus)
- pillangókolibri (Lophornis chalybeus)
- Phlogophilus hemileucurus
- Phlogophilus harterti
- Adelomyia melanogenys
- fecskekolibri (Aglaiocercus kingi)
- bronzfarkú uszályoskolibri (Polyonymus caroli)
- Taphrolesbia griseiventris
- csillagos tündérkolibri (Oreotrochilus estella)
- feketehasú tündérkolibri (Oreotrochilus melanogaster)
- Opisthoprora euryptera
- ollósfarkú kolibri (Lesbia victoriae)
- zöldfarkú ollósfarkú-kolibri (Lesbia nuna)
- piroscsőrű tüskecsőrű-kolibri (Ramphomicron microrhynchum)
- Oxypogon olivaceus
- Chalcostigma stanleyi
- Chalcostigma herrani
- Metallura odomae
- Metallura theresiae
- Metallura tyrianthina
- Metallura eupogon
- Metallura aeneocauda
- Metallura phoebe
- Haplophaedia aureliae
- Haplophaedia assimilis
- Eriocnemis vestitus
- Eriocnemis luciani
- Eriocnemis alinae
- levélfarkú csodakolibri (Loddigesia mirabilis)
- Aglaeactis cupripennis
- Aglaeactis castelnaudii
- Aglaeactis aliciae
- bronz inkakolibri (Coeligena coeligena)
- örvös inkakolibri (Coeligena torquata)
- fakószárnyú csillagoskolibri (Coeligena lutetiae)
- ibolyakékmellű csillagoskolibri (Coeligena violifer)
- szivárványos csillagoskolibri (Coeligena iris)
- Lafresnaya lafresnayi
- szuronyos kolibri (Ensifera ensifera)
- Pterophanes cyanopterus
- Boissonneaua matthewsii
- lobogós kolibri (Ocreatus underwoodii)
- fehérfarkú tündérkolibri (Urochroa bougueri)
- Heliodoxa gularis
- Heliodoxa branickii
- Heliodoxa schreibersii
- Heliodoxa aurescens
- Heliodoxa rubinoides
- Heliodoxa leadbeateri
- óriáskolibri (Patagona gigas)
- hosszúcsőrű bíborbegy (Heliomaster longirostris)
- bíbortorkú erdőcsillag (Myrtis fanny)
- Rhodopis vesper
- Cora-kolibri (Thaumastura cora)
- fehérmellű darázskolibri (Chaetocercus mulsanti)
- dongókolibri (Chaetocercus bombus)
- rövidfarkú erdőcsillag (Myrmia micrura)
- ametiszt erdőcsillag (Calliphlox amethystina)
- kékfarkú smaragdkolibri (Chlorostilbon mellisugus)
- Chlorestes notata
- lilafejű kolibri (Klais guimeti)
- Campylopterus largipennis
- Napo kardoskolibri (Campylopterus villaviscensio)
- fecskefarkú kolibri (Eupetomena macroura)
- Chalybura buffonii
- villásfarkú erdeinimfa (Thalurania furcata)
- sokpettyes kolibri (Taphrospilus hypostictus)
- Leucippus baeri
- Leucippus taczanowskii
- Leucippus chlorocercus
- fehérhasú amazília (Amazilia chionogaster)
- Berlepsch-amazília (Amazilia viridicauda)
- Lesson-amazília (Amazilia amazilia)
- andoki amazília (Amazilia franciae)
- csillámló amazília (Amazilia fimbriata)
- zafír amazília (Amazilia lactea)
- aranyfarkú zafírkolibri (Chrysuronia oenone)
- ibolyakékmellű kolibri (Damophila julie)
- Hylocharis sapphirina
- Hylocharis cyanus

## Trogonalakúak(Trogoniformes)

### Trogonfélék(Trogonidae)
- aranyfejű kvézál (Pharomachrus auriceps)
- pávakvézál (Pharomachrus pavoninus)
- Pharomachrus antisianus
- feketefarkú trogon (Trogon melanurus)
- hegyi trogon (Trogon collaris)
- Trogon personatus
- feketetorkú aranytrogon (Trogon rufus)
- Amazon-trogon (Trogon curucui)
- lilafejű aranytrogon (Trogon violaceus)

## Szalakótaalakúak(Coraciiformes)

### Jégmadárfélék(Alcedinidae)
- gyűrűs halkapó (Megaceryle torquata)
- Amazon-jégmadár (Chloroceryle amazona)
- zöld jégmadár (Chloroceryle americana)
- vöröshasú halkapó (Chloroceryle inda)
- amerikai törpejégmadár (Chloroceryle aenea)

### Motmotfélék(Momotidae)
- laposcsőrű motmot (Electron platyrhynchum)
- rozsdásfejű motmot (Baryphthengus martii)

### Jakamárfélék(Galbulidae)
- fehérfülű jakamár (Galbalcyrhynchus leucotis)
- Galbalcyrhynchus purusianus
- Brachygalba lugubris
- Brachygalba albogularis
- sárgacsőrű jakamár (Galbula albirostris)
- Galbula cyanicollis
- Galbula tombacea
- Galbula cyanescens
- Galbula chalcothorax
- Galbula leucogastra
- paradicsomjakamár (Galbula dea)
- aranyjakamár (Jacamerops aureus)

## Harkályalakúak(Piciformes)

### Bukkófélék(Bucconidae)
- Notharchus hyperrhynchus
- Notharchus ordii
- Notharchus tectus
- örvös bukkó (Bucco capensis)
- ujjas bukkó (Argicus macrodactylus)
- Nystactes tamatia
- Nystalus radiatus
- Nystalus chacuru
- Nystalus striolatus
- Malacoptila fusca
- Malacoptila semicincta
- Malacoptila rufa
- bajszos bukkó (Malacoptila panamensis)
- Malacoptila fulvogularis
- cseppfoltos bukkó (Micromonacha lanceolata)
- Nonnula rubecula
- Nonnula sclateri
- Nonnula brunnea
- Nonnula ruficapilla
- diadémbukkó (Hapaloptila castanea)
- korallcsőrű apácamadár (Monasa nigrifrons)
- fehérhomlokú apácamadár (Monasa morphoeus)
- Monasa flavirostris
- fecskebukkó (Chelidoptera tenebrosa)

### Tukánfélék(Ramphastidae)
- Capito aurovirens
- Capito wallacei
- Capito auratus
- Eubucco richardsoni
- andesi tarkabajszika (Eubucco bourcierii)
- aranygalléros tarkabajszika (Eubucco tucinkae)
- Eubucco versicolor
- aranytorkú tukán (Ramphastos ambiguus)
- fehértorkú tukán (Ramphastos tucanus)
- feketecsőrű tukán (Ramphastos vitellinus)
- hagymazöld tukán (Aulacorhynchus prasinus)
- Aulacorhynchus derbianus
- perui zöldtukán (Aulacorhynchus huallagae)
- kéktorkú tukán (Aulacorhynchus caeruleogularis)

### Harkályfélék(Picidae)
- Picumnus aurifrons
- Picumnus lafresnayi
- Picumnus sclateri
- gyöngyösbegyű törpeharkály (Picumnus steindachneri)
- Picumnus dorbygnianus
- Picumnus rufiventris
- Picumnus castelnau
- Picumnus subtilis
- amazóniai küllő (Melanerpes cruentatus)
- Leuconotopicus fumigatus
- Veniliornis kirkii
- Veniliornis passerinus
- Veniliornis callonotus
- Veniliornis dignus
- Veniliornis nigriceps
- Veniliornis affinis
- Piculus leucolaemus
- Piculus flavigula
- Piculus chrysochloros
- fehérarcú zöldfakopáncs (Colaptes rubiginosus)
- Colaptes rivolii
- Colaptes atricollis
- Colaptes punctigula
- andoki küllő (Colaptes rupicola)
- Varzea-rézharkály (Celeus grammicus)
- Celeus elegans
- sáfrányharkály (Celeus flavus)
- Celeus spectabilis
- Celeus torquatus
- csíkos feketeharkály (Dryocopus lineatus)
- Campephilus pollens
- Campephilus haematogaster
- Campephilus rubricollis
- amazóniai ácsharkály (Campephilus melanoleucos)
- Campephilus gayaquilensis

## Verébalakúak(Passeriformes)

### Hangyászmadárfélék(Thamnophilidae)
- amazoni hangyászgébics (Cymbilaimus lineatus)
- Cymbilaimus sanctaemariae
- Frederickena unduligera
- búbos hangyászgébics (Taraba major)
- Sakesphorus canadensis
- csíkos hangyászgébics (Thamnophilus doliatus)
- rőtsapkás hangyászgébics (Thamnophilus ruficapillus)
- Thamnophilus zarumae
- vöröshátú hangyászgébics (Thamnophilus palliatus)
- Thamnophilus bernardi
- Thamnophilus schistaceus
- Thamnophilus schistaceus
- Thamnophilus cryptoleucus
- Thamnophilus punctatus
- Thamnophilus caerulescens
- Thamnophilus unicolor
- Thamnophilus aethiops
- Thamnophilus aroyae
- Thamnophilus amazonicus
- Thamnophilus divisorius
- Megastictus margaritatus
- Neoctantes niger
- kávészínű hangyászgébics (Thamnistes anabatinus)
- Dysithamnus mentalis
- Thamnomanes ardesiacus
- Thamnomanes saturninus
- Thamnomanes caesius
- kékesszürke hangyászgébics (Thamnomanes schistogynus)
- Pygiptila stellaris
- Myrmotherula brachyura
- Myrmotherula ignota
- Myrmotherula sclateri
- Myrmotherula multostriata
- Myrmotherula cherriei
- Myrmotherula longicauda
- kormos hangyászökörszem (Myrmotherula axillaris)
- gyászos hangyászökörszem (Myrmotherula schisticolor)
- Myrmotherula sunensis
- Myrmotherula longipennis
- Myrmotherula iheringi
- Myrmotherula grisea
- Myrmotherula menetriesii
- Myrmotherula assimilis
- Isleria hauxwelli
- Epinecrophylla leucophthalma
- Epinecrophylla haematonota
- Epinecrophylla fjeldsaai
- Epinecrophylla spodionota
- Epinecrophylla ornata
- feketebóbitás hangyászmadár (Epinecrophylla erythrura)
- Dichrozona cincta
- Herpsilochmus motacilloides
- Herpsilochmus parkeri
- Herpsilochmus dugandi
- Herpsilochmus gentryi
- Herpsilochmus axillaris
- Herpsilochmus rufimarginatus
- csíkosszárnyú hangyászökörszem (Microrhopias quixensis)
- szerrádó hangyászmadár (Formicivora rufa)
- Drymophila devillei
- Drymophila caudata
- Terenura callinota
- Terenura humeralis
- Terenura sharpei
- Cercomacra cinerascens
- Cercomacra nigrescens
- Cercomacra nigrescens
- Cercomacra serva
- Cercomacra manu
- Pyriglena leuconota
- Myrmoborus leucophrys
- Myrmoborus lugubris
- Myrmoborus myotherinus
- Myrmoborus melanurus
- Hypocnemis cantator
- Hypocnemis hypoxantha
- Hypocnemoides melanopogon
- Hypocnemoides maculicauda
- Myrmochanes hemileucus
- Sclateria naevia
- Percnostola rufifrons
- Percnostola arenarum
- Percnostola lophotes
- Schistocichla schistacea
- Schistocichla leucostigma
- Myrmeciza hemimelaena
- Myrmeciza castanea
- Myrmeciza melanoceps
- Myrmeciza goeldii
- Myrmeciza hyperythra
- Myrmeciza fortis
- Myrmeciza griseiceps
- Myrmophylax atrothorax
- csutakfarkú hangyászgébics (Myrmornis torquata)
- barkós hangyászmadár (Pithys albifrons)
- Pithys castanea
- kétszínű hangyászmadár (Gymnopithys leucaspis)
- Gymnopithys salvini
- Gymnopithys lunulatus
- Rhegmatorhina melanosticta
- Hylophylax punctulatus
- Hylophylax naevius
- Willisornis poecilonotus
- pápaszemes hangyászmadár (Phlegopsis nigromaculata)
- Phlegopsis erythroptera

### Szúnyogevőfélék(Conopophagidae)
- vörösöves szúnyogevő (Conopophaga aurita)
- hamvastorkú szúnyogevő (Conopophaga peruviana)
- szürke szúnyogevő (Conopophaga ardesiaca)
- vörössapkás szúnyogevő (Conopophaga castaneiceps)

### Fedettcsőrűfélék(Rhinocryptidae)
- rozsdásbegyű tapakúló (Liosceles thoracicus)
- Myornis senilis
- Scytalopus latrans
- Scytalopus unicolor
- Scytalopus parvirostris
- Scytalopus macropus
- Scytalopus micropterus
- Scytalopus femoralis
- Scytalopus atratus
- Scytalopus bolivianus
- Scytalopus parkeri
- Scytalopus altirostris
- Scytalopus affinis
- Scytalopus acutirostris
- Scytalopus urubambae
- Scytalopus simonsi
- Scytalopus canus
- Scytalopus schulenbergi
- Acropternis orthonyx

### Melanopareiidae
- Melanopareia elegans
- Melanopareia maranonica

### Földihangyászfélék(Formicariidae)
- vörössapkás hangyászrigó (Formicarius colma)
- feketearcú hangyászrigó (Formicarius analis)
- Formicarius rufifrons
- Formicarius rufipectus
- Chamaeza campanisona
- Chamaeza nobilis
- Chamaeza mollissima

### Hangyászpittafélék
- pikkelyes hangyászpitta (Grallaria squamigera)
- Grallaria varia
- pikkelyeshátú hangyászpitta (Grallaria guatimalensis)
- Grallaria haplonota
- Grallaria dignissima
- Grallaria eludens
- Grallaria ruficapilla
- piroslábú hangyászpitta (Grallaria watkinsi)
- csíkosfejű hangyászpitta (Grallaria andicola)
- Grallaria rufocinerea
- Grallaria nuchalis
- Grallaria carrikeri
- Grallaria albigula
- Grallaria przewalskii
- Grallaria capitalis
- Grallaria erythroleuca
- Grallaria rufula
- Grallaria blakei
- Grallaria quitensis
- Hylopezus macularius
- Hylopezus fulviventris
- Hylopezus berlepschi
- Myrmothera campanisona
- Grallaricula flavirostris
- Grallaricula peruviana
- Grallaricula ochraceifrons
- Grallaricula ferrugineipectus
- Grallaricula nana

### Fazekasmadár-félék(Furnariidae)
- Geositta cunicularia
- Geositta tenuirostris
- Geositta maritima
- Geositta peruviana
- Geositta saxicolina
- Geositta punensis
- Geositta crassirostris
- Upucerthia saturatior
- pikkelyes földibanka (Upucerthia dumetaria)
- Upucerthia albigula
- Upucerthia jelskii
- Upucerthia validirostris
- Cinclodes fuscus
- Cinclodes aricomae
- Synallaxis albescens
- Cinclodes atacamensis
- Cinclodes palliatus
- perui tengeririgó (Cinclodes taczanowskii)
- sápadtlábú fazekasmadár (Furnarius leucopus)
- Furnarius torridus
- Furnarius minor
- Leptasthenura yanacensis
- Leptasthenura aegithaloides
- Leptasthenura pileata
- Leptasthenura xenothorax
- Leptasthenura striata
- Leptasthenura striata
- Leptasthenura andicola
- Asthenes pudibunda
- Asthenes ottonis
- halvány kosarasmadár (Asthenes modesta)
- Asthenes humilis
- Asthenes dorbignyi
- Asthenes wyatti
- Asthenes sclateri
- Asthenes urubambensis
- Asthenes flammulata
- Asthenes virgata
- Asthenes maculicauda
- Pseudasthenes cactorum
- Synallaxis azarae
- Synallaxis courseni
- Synallaxis albescens
- Synallaxis albigularis
- Synallaxis hypospodia
- Synallaxis hypospodia
- Synallaxis rutilans
- Synallaxis cherriei
- Synallaxis unirufa
- Synallaxis brachyura
- Synallaxis tithys
- Synallaxis propinqua
- Synallaxis moesta
- Synallaxis cabanisi
- Synallaxis maranonica
- Synallaxis gujanensis
- Synallaxis zimmeri
- Synallaxis stictothorax
- Siptornopsis hypochondriaca
- Hellmayrea gularis
- Cranioleuca marcapatae
- Cranioleuca albiceps
- Cranioleuca vulpecula
- sárgabóbitás ágjáró (Cranioleuca albicapilla)
- Cranioleuca curtata
- Cranioleuca antisiensis
- Cranioleuca baroni
- Cranioleuca gutturata
- Certhiaxis mustelina
- Thripophaga berlepschi
- Thripophaga fusciceps
- rozsdáshomlokú sürke (Phacellodomus rufifrons)
- Phacellodomus striaticeps
- Phacellodomus dorsalis
- mocsári ökörszembujkáló (Phleocryptes melanops)
- Siptornis striaticollis
- Metopothrix aurantiacus
- Xenerpestes singularis
- Premnornis guttuligera
- Premnoplex brunnescens
- gyöngyös tüskefarkú (Margarornis squamiger)
- Pseudocolaptes boissonneautii
- Berlepschia rikeri
- Anabacerthia striaticollis
- Syndactyla subalaris
- Syndactyla rufosuperciliata
- Syndactyla ruficollis
- Simoxenops ucayalae
- Simoxenops striatus
- Ancistrops strigilatus
- Hyloctistes subulatus
- Philydor ruficaudatum
- Philydor erythrocercum
- Philydor erythropterum
- Philydor rufum
- Philydor pyrrhodes
- Anabazenops dorsalis
- Thripadectes melanorhynchus
- Thripadectes holostictus
- Thripadectes flammulatus
- Thripadectes scrutator
- sárgatorkú fürkészmadár (Automolus ochrolaemus)
- Automolus infuscatus
- Automolus melanopezus
- fahéjszínű fürkészmadár (Automolus rubiginosus)
- Automolus rufipileatus
- Hylocryptus erythrocephalus
- Sclerurus mexicanus
- Sclerurus rufigularis
- Sclerurus albigularis
- Sclerurus caudacutus
- Lochmias nematura
- Microxenops milleri
- Xenops tenuirostris
- közönséges csipeszcsőrű (Xenops minutus)
- Xenops rutilans
- hegyi harkályrigó (Dendrocincla tyrannina)
- füstös harkályrigó (Dendrocincla fuliginosa)
- Dendrocincla merula
- hosszúfarkú fahágó (Deconychura longicauda)
- Certhiasomus stictolaemus
- csuszka-fahágó (Sittasomus griseicapillus)
- ékcsőrű fahágó (Glyphorynchus spirurus)
- hosszúcsőrű fahágó (Nasica longirostris)
- Dendrexetastes rufigula
- Hylexetastes stresemanni
- vastagcsőrű fahágó (Xiphocolaptes promeropirhynchus)
- sávozott fahágó (Dendrocolaptes certhia)
- Dendrocolaptes picumnus
- Dendroplex picus
- Dendroplex kienerii
- Xiphorhynchus elegans
- Xiphorhynchus ocellatus
- Xiphorhynchus obsoletus
- Xiphorhynchus triangularis
- cseppfoltos fahágó (Xiphorhynchus guttatus)
- Lepidocolaptes leucogaster
- csíkosfejű fahágó (Lepidocolaptes souleyetii)
- Lepidocolaptes albolineatus
- pólingcsőrű sarlósfahágó (Drymotoxeres pucheranii)
- sarlóscsőrű fahágó (Campylorhamphus trochilirostris)
- Campylorhamphus pusillus
- Campylorhamphus procurvoides

### Lombgébicsfélék(Vireonidae)
- hegyi lombgébics (Vireo leucophrys)
- pirosszemű lombgébics (Vireo olivaceus)
- Vireo flavoviridis
- Hylophilus thoracicus
- Hylophilus semicinereus
- Hylophilus pectoralis
- Hylophilus hypoxanthus
- Hylophilus semibrunneus
- Hylophilus olivaceus
- barna füzikelombgébics (Hylophilus ochraceiceps)
- szürkefejű füzikelombgébics (Hylophilus decurtatus)
- fehérfülű gébicsvireó (Vireolanius leucotis)
- barnafejű gébicsvireó  (Cyclarhis gujanensis)
- feketecsőrű gébicsvireó (Cyclarhis nigrirostris)

### Újvilági poszátafélék(Parulidae)
- aranyszárnyú hernyófaló (Vermivora chrysoptera)
- trópusi lombposzáta (Parula pitiayumi)
- aranyos lombjáró (Dendroica petechia)
- rozsdástorkú lombjáró (Dendroica fusca)
- kucsmás lombjáró (Dendroica striata)
- Parula cerulea
- csíkos kéregjáró (Mniotilta varia)
- legyezőfarkú lombposzáta (Setophaga ruticilla)
- lápi harasztjáró (Seiurus noveboracensis)
- Oporornis agilis
- Geothlypis aequinoctialis
- Wilsonia canadensis
- Myioborus miniatus
- Myioborus melanocephalus
- Basileuterus fraseri
- Basileuterus bivittatus
- Basileuterus chrysogaster
- Basileuterus signatus
- Basileuterus luteoviridis
- Basileuterus nigrocristatus
- Basileuterus coronatus
- Basileuterus trifasciatus
- Basileuterus tristriatus
- Basileuterus fulvicauda
- Basileuterus rivularis

### Sárgáscukormadár-félék(Coerebidae)
sárgáscukormadár (Coereba flaveola)

### Tangarafélék(Thraupidae)
- Conirostrum speciosum
- Conirostrum bicolor
- Conirostrum margaritae
- Conirostrum cinereum
- Conirostrum tamarugense
- Conirostrum ferrugineiventre
- Conirostrum sitticolor
- Conirostrum albifrons
- Oreomanes fraseri
- álarcos tangara (Schistochlamys melanopis)
- Conothraupis speculigera
- szarkatangara (Cissopis leveriana)
- Lamprospiza melanoleuca
- Chlorornis riefferii
- pártás tangara (Sericossypha albocristata)
- andesi bozóttangara (Chlorospingus ophthalmicus)
- Chlorospingus parvirostris
- Sárgatorkú bozóttangara (Chlorospingus flavigularis)
- Hamuszíntorkú bozóttangara (Chlorospingus canigularis)
- Cnemoscopus rubrirostris
- Hemispingus atropileus
- Hemispingus calophrys
- Hemispingus parodii
- Hemispingus superciliaris
- Hemispingus frontalis
- Hemispingus melanotis
- Hemispingus rufosuperciliaris
- Hemispingus verticalis
- Hemispingus xanthophthalmus
- Hemispingus trifasciatus
- Thlypopsis ornata
- Thlypopsis pectoralis
- narancssárgafejű tangara (Thlypopsis sordida)
- Thlypopsis inornata
- Thlypopsis ruficeps
- guira tangara (Hemithraupis guira)
- Hemithraupis flavicollis
- Nemosia pileata
- Chlorothraupis carmioli
- szürkefejű dohánytangara (Eucometis penicillata)
- Lanio fulvus
- Lanio versicolor
- Creurgops verticalis
- Creurgops dentata
- Tachyphonus cristatus
- Tachyphonus rufiventer
- Tachyphonus surinamus
- Tachyphonus luctuosus
- Tachyphonus rufus
- Tachyphonus phoenicius
- Trichothraupis melanops
- Habia rubica
- Piranga flava
- skarláttangara (Piranga olivacea)
- piros tangara (Piranga rubra)
- Piranga leucoptera
- Piranga rubriceps
- Calochaetes coccineus
- Ramphocelus nigrogularis
- Ramphocelus melanogaster
- ezüstcsőrű tangara (Ramphocelus carbo)
- amazóniai szajáka (Thraupis episcopus)
- kék szajáka (Thraupis sayaca)
- Thraupis cyanocephala
- argentin szajáka (Pipraeidea bonariensis)
- pálma szajáka (Thraupis palmarum)
- Buthraupis montana
- Buthraupis eximia
- Chlorornis aureodorsalis vagy Buthraupis aureodorsalis
- Buthraupis wetmorei
- Wetmorethraupis sterrhopteron
- Anisognathus lacrymosus
- tüzeshasú hegyitangara (Anisognathus igniventris)
- azúrszárnyú hegyitangara (Anisognathus somptuosus)
- Iridosornis analis
- Iridosornis jelskii
- Iridosornis rufivertex
- Iridosornis reinhardti
- Dubusia taeniata
- Delothraupis castaneoventris
- Pipraeidea melanonota
- Euphonia plumbea
- sárgahasú kántokmadár (Euphonia chlorotica)
- Euphonia saturata
- Euphonia laniirostris
- aranyhátú eufónia (Euphonia cyanocephala)
- Euphonia mesochrysa
- Euphonia chrysopasta
- Euphonia minuta
- Euphonia xanthogaster
- Euphonia rufiventris
- Chlorophonia cyanea
- Chlorophonia pyrrhophrys
- Chlorochrysa calliparaea
- türkizkék tangara (Tangara mexicana)
- chilei tangara (Tangara chilensis)
- Amazoni tangara (Tangara schrankii)
- Aranytangara (Tangara arthus)
- aranyfülű tangara (Tangara chrysotis)
- Tangara xanthocephala
- Tangara parzudakii
- Tangara xanthogastra
- pettyes tangara (Tangara punctata)
- fűzöld tangara  (Tangara varia)
- világosfejű tangara (Tangara gyrola)
- fényes tangara (Tangara cayana)
- Tangara meyerdeschauenseei (Endemikus)
- Tangara ruficervix
- Tangara labradorides
- kékszemöldökű tangara (Tangara cyanotis)
- kékfejű tangara (Tangara cyanicollis)
- Tangara nigrocincta
- Tangara nigroviridis
- Tangara vassorii
- Feketesapkás tangara (Tangara heinei)
- Tangara phillipsi (E)
- Tangara viridicollis
- Tangara argyrofenges
- Tangara velia
- Tangara callophrys
- Iridophanes pulcherrima
- Dacnis albiventris
- Dacnis lineata
- Dacnis flaviventer
- Dacnis cayana
- Zöld cukormadár (Chlorophanes spiza)
- Cyanerpes nitidus
- indigócukormadár (Cyanerpes caeruleus)
- kék cize (Cyanerpes cyaneus)
- Xenodacnis parina
- fecsketangara (Tersina viridis)
- Bársonyfejű pinty Catamblyrhynchus diadema
- Nephelornis oneilli (E)
- Hemispingus auricularis (E)
- Hemispingus piurae